# Hofstetten (Haselbach)
Hofstetten ist ein Gemeindeteil von Haselbach im niederbayerischen Landkreis Straubing-Bogen.
Der Weiler liegt drei Kilometer südsüdöstlich des Ortskerns von Haselbach auf dem Südwesthang der Kirnhöhe (468 m ü. NHN) an der Kreisstraße SR 4 auf der Gemarkung Dachsberg.

## Geschichte
Bis zum 31. Dezember 1970 war Hofstetten ein Gemeindeteil der ehemaligen Gemeinde Dachsberg und wurde am 1. Januar 1971 im Zuge der Gebietsreform in Bayern in die Gemeinde Haselbach eingegliedert.

## Einwohnerentwicklung
| Jahr      | 1838 | 1860 | 1871 | 1875 | 1885 | 1900 | 1913 | 1925 | 1950 | 1961 | 1970 | 1987 |
| --------- | ---- | ---- | ---- | ---- | ---- | ---- | ---- | ---- | ---- | ---- | ---- | ---- |
| Einwohner | 019  | 020  | 012  | 011  | 014  | 018  | 017  | 013  | 008  | 011  | 017  | 020  |